# 嫩江省 (解放区)
嫩江省，為中國共產黨在中国東北解放区所成立的省級行政區之一。省會為齐齐哈尔，於1949年廢省，併入黑龍江省。

## 行政沿革
1945年8月，日本投降後，由於蘇聯紅軍佔領中国东北地区，阻撓国民政府接收，1945年8月20日，中共领导的王明贵率领的东北抗联18人负责接收嫩江省并组建嫩江省人民自卫军。9月份，来自冀东八路军的王化一、张汉丞进抵齐市分别负责组建了嫩江省警备第一旅、警备第二旅。11月9日，中共中央东北局派刘锡五、于毅夫等15名高级干部来到齐齐哈尔市，11月14日正式建立了嫩江省政府。嫩江省工委书记兼东北人民自治军嫩江军区政委刘锡伍，嫩江军区司令员王明贵，嫩江省人民政府主席于毅夫。后因齐齐哈尔市区被國民政府嫩江省接收大員所把持，1945年12月30日嫩江省党政军机关遷至甘南縣。因轄區被國民政府分割，下設嫩南、嫩北行政公署。
1946年4月，蘇軍撤離後，國民政府大員也隨之逃離。東北民主聯軍于4月24日收復齊齊哈爾市，嫩江省和齊齊哈爾市人民政府機關遷回齊齊哈爾市。1946年5月14日，嫩江省由中共北满分局划归西满分局领导，顾卓新任嫩江省工委副书记，倪志亮任嫩江军区司令员，王明贵改任副职。5月15日，嫩南、嫩北兩行政公署撤銷。1946年12月，西满分局决定撤销中共嫩江省委，成立中共嫩江地委、三肇地委，由西满分局直接领导。1947年2月，東北行政委員會第13次常委會議決定，將黑龍江及嫩江兩省合併為「黑龍江嫩江聯合省」（黑嫩省），省政府駐齊齊哈爾市，省政府主席于毅夫，下设五个专属一个省辖市，对应的地委由西满分局直接领导：
- 北安专署：专员倪伟，第一地委书记王鹤寿
- 嫩江专署：专员王文，第二地委书记刘锡五兼军分区政委，第二军分区驻富拉尔基，司令员王明贵，副司令员张汉丞
- 龙南专署：专员徐明，第三地委书记刘莱夫
- 三肇专署：专员赵北克，第四地委书记顾卓新
- 黑河专署：专员许烈，第五地委书记林一心
- 齐齐哈尔市：市长朱新阳，市委书记朱光

1947年9月16日，黑嫩省又分为黑龙江省与嫩江省建置。并将将原归属黑龙江省的安达县划归嫩江省管辖。嫩江、三肇两地委（即二、四地委）合并成立中共嫩江省委，省委书记刘锡五，省政府主席于毅夫。省直轄1市、24縣旗。
1948年8月17日，辽北省所辖区域调整，将白城子地区10个县(旗)在原辽吉省后方办事处带领下划归嫩江省，为一个分委。不久撤销分委，全部由省直属。省委书记顾卓新，喻屏任省委副书记，王大钧任省委组织部副部长，组织部长冯纪新；宣传部长王阑西，代部长孙秧；袁宝华任研究室副主任后兼任青委书记，研究室主任为高如松；省委秘书长刘淇生，省政府秘书长赵飞克。机关报《嫩江新报》。
1949年4月21日，中共東北行政委員會發佈「建民字第15號」令，撤銷嫩江省建制，併入黑龍江省。1949年5月15日，两省机构正式合并。

## 行政區劃
- 市
  - 齊齊哈爾市
- 行政督察专员公署
  - 泰来（即嫩南，第一）行政督察专员公署，辖泰来、泰康、镇东、大赉、景星、林甸六县。 泰来军分区司令员张平洋,政委尹诗炎。
  - 龙江（即嫩北，第二）行政督察专员公署，辖讷河、嫩江县等。行政督察专员王文、军分区司令员金钟，地委书记兼龙江军分区政委薛少卿。
  - 龙江专署：1946年4月解放齐齐哈尔后，设第三地委，辖嫩江以西地区。嫩江军区警备二旅改为嫩江军区第三（龙江）军分区，司令员张汉丞、政委顾卓新、副政委朱民亲、政治部主任刘烨，参谋处长仍是翟曾平。
  - 林甸专署：1946年4月增设第四地委，驻林甸县。军分区司令员兼政治委员吴富善。
- 縣
  - 景星縣
  - 林甸縣
  - 泰來縣
  - 甘南縣
  - 富裕縣
  - 嫩江縣
  - 肇東縣
  - 訥河縣
  - 安達縣
  - 龍江縣
  - 扶餘縣
  - 開通縣
  - 乾安縣
  - 洮北縣，1946年4月析洮南縣之慶平、慶遠、永平、永安、萬寶、寶利、瓦房、新立、富貴、興隆10村置。1949年4月裁撤，併入洮安縣。
  - 鎮賚縣，1946年10月以鎮東縣及賚北縣合併置。
  - 瞻榆縣，1946年前屬遼北省。
  - 洮安縣，1946年9月前屬遼北省。
  - 大賚縣，1946年10月前屬遼北省。
  - 洮南縣，1947年7月前屬遼北省。
  - 安廣縣，1948年7月前屬遼北省。
- 旗
  - 杜爾伯特旗
  - 郭爾羅斯前旗
  - 郭爾羅斯後旗
- 其他
  - 龍東縣，1946年析龍江縣置。因在龍江縣東部，故名。1948年4月28日裁撤，併入龍江縣。
  - 鎮東縣，1946年10月與賚北縣合併置鎮賚縣。
  - 賚北縣，1946年10月與鎮東縣合併置鎮賚縣。
  - 依克明安旗，1947年裁撤併入富裕縣。